# Johan Richter (maler)
 Der er flere personer med dette navn, se Johan Richter.
Johan Richter (også Giovanni Richter) (født 1665 i Stockholm, død 27. december 1745 i Venedig) var en svensk vedutmaler aktiv i Italien. Han var bror til David Richter den yngre, Bengt Richter og Christian Richter og fætter til David Richter den ældre.
Han kom 1686 i lære hos Johan Sylvius på Drottningholm Slot, hvor han blev til ca. 1692. Omkring 1710 rejste han til Venedig, hvor han nævnes som aktiv fra 1717 og var elev af Luca Carlevarijs.

## Galleri
- Udsigt mod Giudeccakanalen (1730'erne).
- Udsigt mod San Giorgio Maggiore, Venedig.